# Международный кубок Ниццы 2012
Международный кубок Ниццы 2012 (фр. 2012 Coupe Internationale de Nice) — международный турнир по фигурному катанию сезона 2012—2013. Это 17-й по счету традиционный турнир, проводимый с 24 по 28 октября 2012 года в Ницце, на арене «Patinoire Jean Bouin».
Соревнования прошли среди взрослых спортсменов в четырёх дисциплинах: мужское и женское одиночное катание, парное катание и танцы на льду; а среди юниоров только в одиночных разрядах.